# Akt schodzący po schodach nr 2
Akt schodzący po schodach nr 2 (fr. Nu descendant un escalier n° 2) – obraz olejny Marcela Duchampa namalowany na początku 1912 roku. Obraz został odrzucony w lutym 1912 roku przez Salon Niezależnych i wystawiony jesienią tego samego roku na Section d’Or. Pokazany w lutym 1913 roku na nowojorskiej wystawie Armory Show wywołał sensację i skandal. Obecnie znajduje się w Philadelphia Museum of Art jako część The Louise and Walter Arensberg Collection.
Akt schodzący po schodach nr 2 stał się pierwszym z dzieł seryjnych Duchampa. Został poprzedzony Aktem schodzącym po schodach nr 1 (Nu descendant un escalier n° 1; 1911), po nim zaś nastąpiła pełnowymiarowa, ręcznie kolorowana kopia fotograficzna, zatytułowana Akt schodzący po schodach nr 3 (Nu descendant un escalier n° 3; 1916). Część czwartą serii stanowił miniaturowy rysunek wykonany ołówkiem i atramentem, Akt schodzący po schodach nr 4 (Nu descendant un escalier n° 4; 1918).
Akt schodzący po schodach nr 2 jest jednym z serii obrazów Duchampa wykorzystujących kubistyczne eksperymenty z formą w przestrzeni, nawiązujących zarazem do futurystycznych obsesji ewokowania ruchu; jest także własną propozycją artysty, jeśli chodzi o ewokowanie ruchu w malarstwie, zbliżoną do wynalazku chronofotografii.

## Historia

### Obraz we Francji (1912)
W 1911 roku Duchamp działał w kręgu artystów spotykających się regularnie w podparyskim Puteaux. Byli wśród nich Fernand Léger, Robert Delaunay i Josef Csáky. Namalowany w 1911 roku Akt schodzący po schodach nr 1 stanowi wyraz zainteresowania artysty czymś, co później określił jako „problem ruchu w obrazie”. W Akcie... nr 1 Duchamp powtórzył elementy ciała nagiej kobiety ukazanej w końcowym etapie jej schodzenia po spiralnych schodach. To nawiązanie do upływu czasu w kompozycji statycznej koresponduje z futurystycznymi dziełami takich artystów jak Giacomo Balla czy Gino Severini.

Moim zamiarem było statyczne oddanie ruchu – statycznej kompozycji, która została zbudowana na statycznym oznaczeniu różnych położeń, jakie forma przyjmuje podczas ruchu – bez próby osiągnięcia efektów kinematograficznych na obrazie.

W 1912 roku Duchamp namalował Akt schodzący po schodach nr 2 i zgłosił go na wystawę Salonu Niezależnych w Paryżu, ale spotkał się z chłodnym przyjęciem. Malarz kubistyczny i krytyk sztuki Albert Gleizens, wchodzący w skład komisji wystawowej, zwrócił się do braci artysty, Jacques’a Villona i Raymonda Duchamp-Villona, aby przekonali Marcela do „dobrowolnego” wycofania obrazu z wystawy. Obraz nie zgadzał się z opiniami kubistów uważających go za zbyt „futurystyczny” z uwagi na to, iż zawierał element ruchu: „akt nigdy nie schodzi po schodach, akt leży” Kubiści chcieli sprecyzować swoje pozycje w stosunku do innych –izmów, które się wówczas pojawiły. Bracia odwiedzili Marcela 18 marca 1912 roku w jego studiu w Neuilly-sur-Seine i poinformowali do o stanowisku komisji.

### Obraz na Armory Show (1913)
Obraz wywołał sensację, kiedy został zaprezentowany w lutym 1913 roku w Nowym Jorku na wystawie sztuki współczesnej International Exhibition of Modern Art (znanej jako Armory Show), gdzie skonsternowani Amerykanie postrzegali go jako reprezentanta wszystkich tricków, które według ich odczuć, europejscy artyści czynili na ich koszt. Obraz był postrzegany przez większość krytyków sztuki jako całkowicie niezrozumiały i wkrótce stał się przedmiotem żartów, kpin i karykatur.
Płótno Duchampa wyróżniało się z powodu swego graficznego rozczłonkowania, intensywnego i bardziej poszarpanego niż na innych, podobnych obrazach. Dzięki gęsto rysowanym i nakładającym się na siebie kreskom obraz bardziej przypomina szkic, niż tradycyjne malowidło. Wydaje się on przedstawiać kobietę schodzącą po schodach, ukazaną w kolejnych fazach ruchu i ujętą z różnych kątów widzenia. Taki sposób potraktowania czasu łączy obraz Duchampa z eksperymentalną fotografią ruchu Eadwearda Muybridge’a, a w dalszej kolejności, z kinem. Nowojorski eseista Julian Leonard Street określił obraz jako „eksplozję w fabryce gontów”.
Duchamp ucieszył się na wieść o skandalu. Powszechny rozgłos, jaki przyniósł mu obraz, zachęcił go do przeniesienia się do Nowego Jorku dwa lata później. Obraz został kupiony bezpośrednio z Armory Show za 300 dolarów przez dealera z San Francisco. W 1927 roku obraz zakupił kolekcjoner i przyjaciel Duchampa, Walter Conrad Arensberg, który jedenaście lat wcześniej wykonał kopię fotograficzną obrazu naturalnej wielkości, ręcznie kolorowaną. Obecnie zarówno kopia, jak i oryginał, wraz ze studium przygotowawczym, zatytułowanym Akt schodzący po schodach nr 1, wchodzą w skład kolekcji Philadelphia Museum of Art.
Tradycyjne pojęcie aktu jako gatunku w malarstwie, istniejącego od czasów renesansu, zostało zakwestionowane przez malarzy takich jak Édouard Manet w obrazach Olimpia (1863) i Śniadanie na trawie (1862–1863). Akt Duchampa wpisuje się w ciąg dalszy tej ewolucji stanowiąc przejście od figuracji do abstrakcji poprzez redukcję anatomicznego aktu do serii kolejno pękających brył.
Zapytany przez krytyka sztuki Pierre’a Cabanne’a o to, w jaki sposób obraz powstał, Duchamp odpowiedział, iż obraz wywodzi się z idei aktu jako takiego, wyjaśniając przy tym, iż chciał stworzyć akt inny, niż klasyczny akt leżący lub stojący, i wprawić go w ruch:

W „Akcie schodzącym po schodach nr 2” chciałem stworzyć statyczny obraz ruchu: ruch to abstrakcja, dedukcja wyrażona w malarstwie, bez świadomości, czy rzeczywista postać schodzi lub nie po równie rzeczywistych schodach. Zasadniczo ruch istnieje w oku widza, który wciela go do obrazu.

Jeśli Akt schodzący po schodach nr 2 zgorszył zarówno krytyków, jak i publiczność Nowego Jorku, to dlatego, że zakwestionował nominalne oczekiwania widza w stopniu większym, niż którakolwiek z wcześniejszych prac Duchampa. Odrzucenie obrazu przez Salon Niezależnych w 1912 roku i zamieszanie spowodowane jego wystawieniem na Armory Show w 1913 roku, stały się barometrem transgresywnego charakteru tego płótna. Dezintegracja zmechanizowanej postaci i monochromatyczne tonacje były typowe dla malarstwa kubistycznego w tamtym czasie. Jednak sekwencyjne przedstawianie ruchu jako próby odwzorowania poruszania się i energii ciała przechodzącego przez przestrzeń wykraczało poza kubizm. Zainteresowanie Duchampa sporządzaniem statycznych faz poruszającego się obiektu było często porównywane do prac włoskich futurystów, którzy mieli obsesję na punkcie pojęć prędkości.